# Paul D. Miller
Paul D. Miller je americký akademik, analytik CIA, blogger a bývalý poradce prezidentů George W. Bushe a Baracka Obamy pro oblast Afghánistánu v Radě Národní bezpečnosti USA, který v roce 2012 úspěšně předpověděl ruskou intervenci na Ukrajině, která odstartovala v roce 2014. Je také náměstkem ředitele William P. Clements, Jr. Center pro národní bezpečnost na University of Texas v Austinu, politologem výzkumné instituce RAND Corporation, bývalý důstojník americké zpravodajské služby a veterán z války v Afghánistánu.

## Vojensko-politické předpovědi
Paul D. Miller úspěšně předpověděl v roce 2012 pozdější ruskou intervenci na Ukrajině.
V listopadu 2016 zveřejnil svůj předpoklad, že do dvou let Rusko napadne Pobaltí. Ruský prezident Vladimir Putin má podle něj jasný cíl, dlouhodobou strategii a přesvědčení o nezbytnosti ruské hegemonie v sousedství Ruska. Návratu velikosti Ruska přitom brání i Severoatlantická aliance a Putin se tak bude podle Millera snažit rozložit důvěru v klíčový článek 5 o vzájemné pomoci členských zemí NATO. Expanzi ruského vlivu živí i dnešní mezinárodně-politická atmosféra, kdy je narušena evropská jednota a kolují i obavy o pevnost paktu NATO.
Nový americký prezident Donald Trump přitom neskrývá vůči Rusku vstřícnost. Miller tak nastínil možný scénář, kdy Rusko využije ruské menšiny v Pobaltí, které se začnou bouřit a žádat o mezinárodní ochranu, načež se objeví polovojenské jednotky a několik politických vražd a země se ocitnou na pokraji občanské války. Následovat bude dle Millera nabídka Ruska Organizaci spojených národů s pomocí s vyřešením situace, načež Polsko podá žádost o aktivaci ochranného článku 5. Proti se postaví Německo a Francie a rozhodující pro výsledek bude postoj Spojených států.
Donald Trump se tak prý bude muset rozhodnout mezi dvěma závažnými možnostmi. V případě, že se aliance za Pobaltí nepostaví, zhroutí se víra v NATO a geopolitická situace se vrátí do roku 1939. Přitom Polsko začne ještě více zbrojit a některé státy východní Evropy se přikloní k Rusku. Dojde tak k završení Putinovy snahy o rozpad Západu. Pokud se ale aliance za Pobaltí postaví, půjde podle Millerovi předpovědi fakticky o vyhlášení války Rusku a tím dost možná i začátek třetí světové války.